# هيلين كيلر
هيلين كيلر (بالإنجليزية: Helen Adams Keller)، (مواليد 27 يونيو 1880 - 1 يونيو 1968). أديبة ومحاضرة وناشطة أمريكية، عانت هيلين كيلر من المرض في سن تسعة عشر شهراً وافترض أطباء الأطفال بأنها مصابة بالحمى القرمزية أو التهاب في الرأس (السحايا) ما أدى إلى فقدانها السمع والبصر تماماً. وفي تلك السنوات بدأت كيلر حياتها العلمية مع الأطفال المشابهين لحالتها. وعندما بلغت سن السابعة قرر والداها إيجاد معلم خاص لها. لذلك أرسل مدير مدرسة بيركنزا للمتفوقين الشابة المتخصصة آن سوليفان التي استطاعت التقرب من الفتاة والذي كان له دور كبير في مجال التعليم الخاص.
بعد أن أنهت كيلر التعليم الثانوي التحقت بكلية رادكليف حيث حصلت على شهادة البكالوريوس. وقد عاشت كيلر بعد ذلك مع معلمتها سوليفان بشكل دائم حتى وفاتها. وفي خلال سنوات التعليم أصبحت كيلر من داعمي الاشتراكية وفي عام 1905 انضمت كيلر إلى الحزب الاشتراكي الأمريكي. وقد أصبحت كيلر بعد ذلك ناشطة بارزة في الأعمال الخيرية. حيث كانت مدعومة من قبل التعليم والتنشأة الاجتماعية للأشخاص من ذوي الإعاقة وكانت شخصية بارزة ونشطة في الاتحاد الأمريكي للحريات المدنية. وفي عام 1934 منحت كيلر جائزة ليندون جونسون وهو وسام الحرية الرئاسي. ومنذ عام 1980 يحتفل بعيد ميلاد هيلين كيلر بمرسوم صدر من جيمي كارتر حينها. بالإضافة إلى ذلك فقد أصبحت كيلر من ضمن الثقافة الشعبية حيث كانت شعبيتها من خلال مسرحيتها «صانع المعجزات».

## النشأة
ولدت هيلن كيلر في مدينة توسكومبيا حيث يمتلك والدها مزرعة وشارك والد هيلين أيضاً في مجال النشر. وفي خلال عشر سنوات امتلك والدها جريدة North Alabamin وكانت العائلة مزدهرة في الماضي ولكن تدهورت بعد نشوب الحرب الأهلية ولقد تعرضت العائلة لأضرار كبيرة وعاشت الأسرة بعد ذلك حياة نسبية.
وفقاً لمذكرات هيلين فإن والديها ظلوا لفترة طويلة لم يستطيعوا أن يختاروا لها اسم مناسب. وقد اقترح والدها تسميتها باسم ميلدريد كامبل تكريماً لأحد الأجداد ولكن والدتها كانت ترغب في تسميتها باسم هيلين إيفرت. وكانت تعتقد كيت والده هيلين بأن اسم «هيلين» يعني النور وكانت ترغب أن تجعل حياة ابنتها كلها مملؤة بالنور. وقد اعترض والدها على ذلك الاسم الذي اختارته زوجته ولكنهم نسوا أن يسموا الفتاة طبقاً للكنيسة وتذكر أن الفتاة تدعى هيلين وكان الكاهن قد دعى لها أن تسمى باسم هيلين أدمس كيلر.
وقد ولد والدها وهو اّرثر كيلر في 5 فبراير عام 1836 من عائلة ديفيد وماري كيلر. ويأتي تاريخ كيلر في الولايات المتحدة من البداية من كاسبار كيلر السويسري والذي قرر أن يرحل إلى الولايات المتحدة وقام بشراء مساحات واسعة من الأراضى في ولاية ألاباما. اّرثر هو والد هيلين هو حفيد كاسبار. وكانت هيلين هي المعلمة الأولى من الأجداد السويسرية وكانت معلمة الصم في مدينة زيوريخ ونشرت كتاب عن تدريبهم. كانت ماري مور هي ابنه الكسندر مور ومعاون جيلبيرا لافيتا وزوجته اّن. وكان الكسندر قريب من مؤلف كتاب «أوتوبي» وهو توماس مور. اّن هي ابنه الكسندر سبارتس فودو والحاكم الاستعماري فيرجينا من عام 1710 حتى 1722 . جاء سبارتس فود من عائلة إنجليزية نبيلة وكان أحد أقارب ملك اسكتلندا روبيرت الثانى. بالإضافة إلى أن ماري كانت ابنه عمر روبرت روبيرت.
اّرثر كيلر كان متزوجاً مرتين. وكانت زوجته الأولى سارة روسر والتي توفت عام 1877 . وتزوج اّرثر للمرة الثانية وكان اسم الزوجة كيت عام 1878 . وكانت هيلين هي الطفلة الأولى لهم وفي عام 1886 ولدت الابنة الثانية لهم تسمى ميلدريدكا كامبل. وولد الطفل الثالث لهم في عام 1891 باسم ابن فيليب. وقد عاش الزوجان معاً حتى وفاة اّرثر عام 1896 وتوفت زوجته كيت بعد ذلك في عام 1921 .

## مرحلة الطفولة

### السنوات الأولى
ولدت هيلين طفلة سليمة بدون أي أمراض وقبل عيد مولدها الأول بدأت المشي  وكان لديها رؤية ممتازة حيث أنها كانت تستطيع أن تجد الإبرة التي تسقط على الأرض. ووفقاً لكلام والدتها كات كلير عن هيلين حيث قالت أنها عندما بلغت سن ست شهور استطاعت أن تنطق بعض الكلمات مثل «شاى -شاى - شاى». كما بدأت أن تسأل «ماذا تفعلين؟». كما بدأت الفتاة في حفظ الكثير من الكلام في ذاكرتها وعرفت خاصة كلمات أخرى مثل المياه وغيرها من الأشياء الطفولية مثل «فا- فا».
عندما بلغت هيلين سن 19 شهرا أصابها مرض خطير تم تصنيفه بأنه «التهاب بالرأس». وكان حديث الأطباء حول ذلك المرض أنهم يعتقدون أنه في واقع الأمر كانت الحمى القرمزية والحصبة الألمانية أو التهاب السحايا. وقد صرح وقتها طبيب الأطفال أن حياة الطفلة في خطر ولكن المفاجأة كانت أنها تعافت من المرض  ولكن سعادة الآباء لم تستمر كثيراً حيث بعد أن تعافت هيلين من المرض فقدت حاسة السمع والبصر.

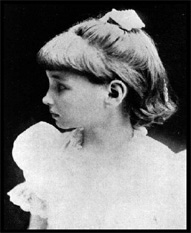
هيلين كيلر في عمر السابعة

عاشت هيلين سنواتها الأولى داخل الوطن في المنزل الذي شيده جدها عام 1820 . وذلك قبل بداية عملها مع معلمها ولكن هيلين لم تكن قادرة على التواصل مع المنزل ولكنها استطاعت أن تعبر عن رغبتها وإرادتها للأشياء.
وعلى الرغم من فقدان هيلين للسمع والبصر ولكن طفولتها كانت تحمل طابع البهجة وكانت الفتاة على علاقة وطيدة مع نظائرها من فاقدي السمع والبصر وكانت هيلين تلعب مع ابنه الخادمة مارتا واشنطن وكانوا يلعبون ويمزحون معاً. ولكن في نفس الوقت كان يظهر على هيلين الغضب بسبب اختلافها عن الآخرين. وأدركت أن الناس الآخرين يتمتعون بحاسة الفم من أجل التواصل والتعامل مع الآخرين. وكانت الفتاة تحاول أن تكرر حركة شفاتها. ولكن في كل مرة تأتي محاولتها بالفشل وعلى أثر ذلك دخلت الفتاة في حالة غضب شديدة وكانت تكسر كل ما حولها من شدة الغضب الذي لحق بها.
بمرور السنوات تردد في فكر اآباء هيلين حول إرسالها إلى دار للمعاقين ودخولها مدرسة للمكفوفين والصم ومع ذلك تقوم المدرسة بمعالجة الأطفال من هذه الأمراض النفسية التي يعانون منها بسبب عجزهم. وقد ظهر قليل من الأمل لدى كيلر وذلك عندما قرأت والدتها كيت في مذكرات تشارلز ديكنز باسم «الملاحظات الأمريكية» عن لورا بريدجمان حيث أن بريدجمان فقدت السمع والبصر في مرحلة الطفولة ولكن استطاعت أن تتكيف مع المجتمع وذلك بفضل المعلم صموئيل. ومع ذلك فإن الأمل ما زال بعيداً عن كلير وذلك بسبب وفاة صموئيل صاحب التجربة الفريدة من نوعها.
عندما كانت هيلين في سن السادسة من عمرها، سمع والدها عن طبيب العيون البارز في بالتيمور والذي شارك في العديد من أمراض العيون المعقدة ومع ذلك فقد ذهب كلير إلى بالتيمور. ولكن الطبيب يبدو عاجزاً عن علاج الفتاة. ولكنه نصح العائلة بأن يذهبوا إلى الطبيب الكسندر غراهام وفي المقابل دعت مديرة مدرسة المكفوفين عائلة هيلين بأن هناك معلمة تدعى سوليفان وبالفعل في شهر مارس عام 1886 جاءت استجابة ناجحة من هيلين مع المعلمة الجديدة سوليفان. لذلك سوليفان بعد الاستجابة الناجحة التي أجرتها مع هيلين وصلت إلى محل إقامة هيلين لتبدأ عملها معها بشكل دائم عام 1887 .

### بداية العمل مع المعلمة سوليفان
وصلت المعلمة سوليفان إلى منزل كلير في شهر مارس عام 1887 . وبعد ذلك كتبت هيلين «أنا مملؤه بالدهشة وذلك حيث أفكر أنه على المقابل من ذلك فإنه لا يوجد مقياس بين كلتا الحياتين والتي ترتبط كلاً منهما بظهر هذا اليوم». حتى المعلمة سوليفان هي الأخرى كان لديها ضعف في النظر وقد تخرجت من مدرسة بيركنز للمكفوفين. وقد أمضت سوليفان طفولتها في ملجأ داخل بلدة توكسوري  ولدى وصولها بيت عائلة كلير تم تعينها براتب 25 دولار.
ولكي يتم غرس فهم الطالبة لقواعد السلوك فقد طلبت سوليفان منهم تخصيص غرفة منفصلة ولذلك الطلب قامت عائلة كلير بتخصيص جزء متوسط الحجم من البيت لهذا الغرض. ولم تفعل سوليفان أي بدلات للطفلة المعاقة: وبدأت على الفور «التحدث» مع هيلين بهدف استمرارها على التحدث بشكل مستمر على النحو التالي: بدأت سوليفان أن تضع أصابع كلير على الكلمات البارزة. كل حرف من الحروف الأبجدية للغة الأنجليزية يوجد ما يعادله في لغة الحروف البارزة هذه وعلى هذا النحو يبدأ المتعلم أن تظهر شخصيته ويتعلم الأبجدية العادية.
ومن اليوم الأول بدأت هيلين على إقامة علاقة بين الإشارة واستلام الموضوعات وكانت لديها القدرة على إعادة إنتاج هذه الإشارة. وعلى الرغم من ذلك فإن الفتاة لم تفهم حركات المعلمة سوليفان والتي كانت تعني أنها كانت كلمات مجردة. وعند الانتقال من التكرار البسيط إلى نقطة التحقيق الحقيقية التي مرت بها هيلين – وظهر ذلك عندما اختارت المياه. فاجأة أدركت أن هناك لمسه معينة من المعلمة تشير إلى السائل. وهذا المشهد الدرامي أصبح بعد ذلك معروفاً على نطاق واسع في المجتمع الأمريكي، أخذت هيلين الكثير من الوقت لفهم بعض الفروق الدقيقة في اللغة. لذلك في البداية لم تفهم الفرق بين الأسماء والأفعال. ووفقاً للمعلمة سوليفان فإن الفتاه واجهت الكثير من الصعوبات في معرفة وفهم الكلمات مثل كلمة (كوب)، (لبن)، (يشرب). ولكي تعرف الشيء كانت هيلين تنتقل إليه بفكرها واستخدمت لذلك الحركة الاحتكاكية للأشياء من أجل المعرفة والتعرف عليها.
بعد ذلك بدأت هيلين سريعاً في التدريب على ذلك وفي خلال شهر عرفت الفرق بين الأسماء والأفعال وفي خلال 19 يوم بدأت هيلين معرفة تكوين الجمل. ومن بين إحدى هذه التعبيرات «الطفل لا يأكل» وبعد ذلك علمت أيضاً «الطفل بدون أسنان لذلك لا يأكل فإنه يرضع». وبعد 11 يوم عرفت هيلين كيفية التعرف على الأطفال حديثي الولادة وقالت عنهم«العيون مغلقة ولا يحلم» وبدأت أيضاً في معرفة الظروف والأحوال جيداً وبدأت أن تكتب بمساعدة أبجدية اللمس للحروف الأبجدية حيث كتبت «الطفل يكون صغير والجرو يكون صغير جداً».
بدأت هيلين بعد ثلاثة أشهر في تعلم الاعتماد على نفسها في كتابة رسالة إلى صديق لها وذلك بمساعدة طريقة برايل للكتابة. وكانت هيلين تتميز بمهارة عالية في القراءة. وبحلول شهر يوليو تعلمت هيلين الكتابة بالقلم الرصاص لكي تشرح للناس الذين لا يعرفون طريقة برايل. وكذلك اكتشفت الفتاة أن هناك العديد من التساؤلات مثل «لماذا»، «من أجل ماذا» والأفعال ذات علاقة بذلك. وفي نفس ذات الوقت وفي خلال وقت طويل استمرت في اجتياز المواد المعنية. وقد أعجب أنانس من النجاح الباهر لهيلين. وقد كتب عنها العديد من الملاحظات. وحينها أصبح اسم الفتاة هيلين ملحوظ بشكل ملفت للنظر على صفحات المطبوعات.

## التعليم الثانوي
استمر عمل المعلمة سوليفان مع هيلين لمدة 49 عام. وقد مارست سوليفان دراسة التاريخ واللغات الأجنبية وخاصة العلوم. وفي شهر مايو عام 1888 قامت بعمل زيارة لمدرسة بيركنز للمكفوفين حيث التقت كلير لأول مرة مع نظائرها المكفوفين.
وعندما بلغت هيلين سن العاشرة تعلمت مع المكفوفين والصم النرويجين والتي استطاعت أن تتعلم الكلام وكانت هيلين حريصة على تكرار إنجاز وكان يوجد لدى أسرة الفتاة خوف شديد أن تصاب الفتاة بإحباط وعدم القدرة على الترجمة ولكن تحول ذلك فيما بعد إلى واقع ملموس. وفي وقت لاحق بدأت هيلين في ممارسة الأشياء مع المعلمة سوليفان. واستطاعت أن تتعلم كيف تنطق الأصوات، لكن كان صوتها صعب في نهاية الحياة من أجل فهم الناس الغرباء.
وفي عام 1891 حدث هناك حادث أدى إلى تدهور العلاقة بين هيلين ومديرة مدرسة بيركنز. كتب كلير قصة «الملك الصقيع» وقام أنانس بطبع قصتها هذه ونشرها في مجلة المدرسة وعمل هذا كهدية لها في عيد مولدها.
وفي السنوات التالية لم تحضر كلير الفصول الدراسية في المدارس وبدأت في الأنخراط وراء المعلمة سوليفان والمحاضرين الأخرين. ويجع نجاحها إلى تدريبها الجيد  وفي عام 1894 بدأت هيلين في الدراسة بمدرسة رايت للصم حيث درست بها حتى عام 1896 ثم انتقلت إلى مدرسة للبنات في جامعة هارفارد وفي كل مكان كانت معها المعلمة سوليفان تساعدها على عمل الواجبات المنزلية وقراءة الكتب وبدأت هيلين كل هذا عن طريق برايل للقراءة والكتابة وبعد ترك المدرسة عام 1900 فازت كلير بحق الالتحاق في مؤسسات التعليم العالي.

## المرحلة الجامعية وتكوين الرأي

هيلين كيلر عام 1905

اجتازت كيلر الاختبارات الأولية للالتحاق بكلية رادكليف وذلك من 29 يونيو حتى 3 يوليو 1897 . وكان انضمامها إلى هذه الكلية هو حلم كبير لها منذ طفولتها. وبعد أن اجتازت هيلين الاختبارات بنجاح ولكن قرر معلميها انه سيكون من المفيد لها أن يتم إعدادها أولاً للدراسة ونتيجة لذلك ذهبت إلى الكلية في عام 1900 . وفي خلال فترة التعليم تعرفت هيلين على ملجنت هنري خاتجلستون رودجرس وكانت هيلين تلقبه باسم مارك تفين  وفي جامعة رادكليف واجهت هيلين العديد من التحديات ومنها: طباعة الكتب المدرسية بطريقة برايل وكانت الفصول ممتلئة بالكثير من الأشخاص وكان المعلمون يعطون لها اهتمام خاص. كما واجهت هيلين العديد من الصعاب في الموضوعات الدراسية مثل الهندسة والجبر.
بدأت هيلين في جامعة رادكليف تشكيل جذري لفكرها حول وجهات النظر اليسارية للنظام السياسي  وفكرت لأول مرة حول حقوق العمال وذلك عندما قرأت أن معظم فاقدي النظر من طبقات السكان الفقيرة. وهذا يرتبط بشروط العمل في المصانع وأضافت في وقت لاحق نظام الأشتراكية. وقد أيدت كيلر أعمال إميلين بانكيرست. كما لعبت كيلر دور مثير للجدل في وجهة نظرها السياسية. وقد قامت بعكس كل أفكار الحزب الجنوبي. وكان والد هيلين «تابع للحزب الجنوبي» وعلى سبيل المثال فهو حتى أخر حياته كان يعتقد أن الزنوج لا يعتبروا بشر. وكانت زوجته تؤيد أكثر وجهات النظر الليبرالية.
وفي خلال فترة الدراسة كتبت هيلين أول كتاب لها وهو حول سيرتها الذاتية باسم «قصة حياتى». وقد تم نشر هذا الكتاب لأول مرة في جريدة "Ladies ". وفي عام 1903 بدأ طباعة هذا الكتاب بشكل واسع النطاق. وقام النقاد بتقدير هذا العمل الرائع لها. وبعد ذلك تم ترجمة هذا الكتاب إلى 50 لغة  ومن ضمنها اللغة الروسية وأعيد طبعه مرة أخرى للغة الأنجليزية.
انهت هيلين الجامعة بتقدير امتياز في عام 1904 . وكانت أول شخص من المكفوفين يحصل على شهادة ليسانس.<ref>Helen Keller (англ.). Perkins School for the Blind</ref Keller

## مؤلفاتها
نشرت هيلين كيلر ثمانية عشر كتاباً، ومن أشهر مؤلفاتها: العالم الذي أعيش فيه، أغنية الجدار الحجري، الخروج من الظلام، الحب والسلام، وهيلن كيلر في اسكتلندا. وترجمت كتبها إلى خمسين لغة.
ألّفت هيلين كتاب «أضواء في ظلامي» وكتاب «قصة حياتي» في 23 فصلا و 132 صفحة في 1902، وكانت وفاتها عام 1968م عن ثمانية وثمانين عاماً.
واحدة من عباراتها الشهيرة:–
ومما قالته أيضا: الحياة إما مغامرة جريئة وإما لا شيء .

## روابط خارجية
- هيلين كيلر على موقع IMDb (الإنجليزية)
- هيلين كيلر على موقع الموسوعة البريطانية (الإنجليزية)
- هيلين كيلر على موقع مونزينجر (الألمانية)
- هيلين كيلر على موقع ميوزك برينز (الإنجليزية)
- هيلين كيلر على موقع تيرنر كلاسيك موفيز (الإنجليزية)
- هيلين كيلر على موقع إن إن دي بي (الإنجليزية)